# Alfred Majerowicz
Alfred Majerowicz (ur. 31 lipca 1925 w Poznaniu, zm. 2 listopada 2018 we Wrocławiu) – polski geolog, prof. dr hab., wykładowca na Uniwersytecie Wrocławskim.

## Życiorys
Syn Stanisława i Barbary. Do szkoły podstawowej uczęszczał w Poznaniu, egzamin maturalny zdał w 1947 w liceum w Wałbrzychu, w 1952 ukończył studia z zakresu geologii i petrografii na Wydziale Nauk Przyrodniczych Uniwersytetu Wrocławskiego. Już od 1950 pracował na macierzystej uczelni, w Katedrze Mineralogii i Petrografii. W 1961 obronił pracę doktorską Granit okolicy Sobótki i jego stosunek do osłony w świetle badań petrograficznych napisaną pod kierunkiem Kazimierza Maślankiewicza. W 1970 uzyskał stopień doktora habilitowanego na podstawie pracy Masyw granitowy Strzegom – Sobótka. Studium petrograficzne. W latach 1971–1972 był wicedyrektorem, w latach 1972–1975 dyrektorem Instytutu Nauk Geologicznych UWr. W 1981 mianowany został profesorem nadzwyczajnym, w 1989 profesorem zwyczajnym.
Zajmował się petrologią skał magmowych i metamorficznych oraz mineralogią minerałów skałotwórczych z ich wtórnymi przemianami w zawartości pierwiastków śladowych i rzadkich. Swoje badania prowadził na Dolnym Śląsku, w tym w Sudetach i Masywie Ślęży. Autor ponad 125 publikacji z tego zakresu.
Należał do założycieli Polskiego Towarzystwa Mineralogicznego, w 1996 został jego członkiem honorowym.
Był także członkiem Polskiego Towarzystwa Geologicznego i Wrocławskiego Towarzystwa Naukowego.
Odznaczony Srebrnym Pamiątkowym Medalem Uniwersytetu im. J.E. Purkyniego w Brnie, Odznaką Tysiąclecia, Złotym Krzyżem Zasługi, Krzyżem Kawalerskim Orderu Odrodzenia Polski, Medalem Komisji Edukacji Narodowej, w 2005 otrzymał Złoty Medal Uniwersytetu Wrocławskiego. Pochowany na Cmentarzu Świętej Rodziny we Wrocławiu.